# Aucklandobius kuscheli
Aucklandobius kuscheli är en bäcksländeart som först beskrevs av Joachim Illies 1974.  Aucklandobius kuscheli ingår i släktet Aucklandobius och familjen Gripopterygidae. Inga underarter finns listade i Catalogue of Life.